# Blaisdell Spur
Der Blaisdell Spur ist ein Gebirgskamm im westantarktischen Marie-Byrd-Land. Im Königin-Maud-Gebirge erstreckt er sich über eine Länge von 6 km in nordnordwestlicher Richtung vom Ostrand des California-Plateaus auf dem Watson Escarpment unmittelbar nordwestlich des Mount Beazley, rund 13 km nordnordwestlich der Magsig Rampart und 16 km südwestlich des Price Peak.
Das Advisory Committee on Antarctic Names benannte ihn 2016 nach George Blaisdell von der National Science Foundation, leitender Programmmanager für Infrastruktur und Logistik in der Antarktis von 2012 bis 2016.